# Túnel del Pertús
El Túnel del Pertús és un túnel ferroviari de doble via que connecta França i Espanya a través dels Pirineus Orientals, va ser inaugurat el desembre de 2010 i forma part de la línia de tren d'alta velocitat Perpinyà-Figueres. Aquest túnel ha fet possible la implementació de trens d'alta velocitat directes que connecten els sistemes ferroviaris dels dos països, connectant la xarxa espanyola AVE amb el francès TGV. El túnel pren el nom de la població de El Pertús, el nucli habitat més proper de la fronterera entre ambdós països.
El Túnel del Pertús es va construir entre juliol de 2005 i febrer de 2009 i es va obrir al trànsit per primera vegada el 19 de desembre de 2010. Va ser dissenyat, construït i operat sota una concessió de 50 anys pel consorci TP Ferro. El túnel està dissenyat per permetre el pas de trens de càrrega així com de trànsit de passatgers d'alta velocitat. També facilita la plena interoperabilitat dels trens qualificats procedents de les xarxes espanyola o francesa sense distinció. Té una longitud de 8,3 km.
A finals de 2016, TP Ferro va entrar en liquidació, la qual cosa va portar a formar una nova empresa conjunta entre les companyies estatals Administrador de Infraestructuras Ferroviarias (ADIF) i SNCF Réseau a gestionar l'operació del túnel.

## Construcció
Ja a la dècada de 1980, s'estaven duent a terme estudis per examinar el potencial de construir una línia de tren d'alta velocitat entre els països d'Espanya i França. Al segle XXI, es van dur a terme diversos projectes per millorar la infraestructura de connexió entre les nacions europees. Per facilitar qualsevol connexió entre Espanya amb la resta de països europeus, s'haurien de travessar els Pirineus, la qual cosa requeria la construcció d'un túnel. Durant els primers anys de la dècada de 2000, es van explorar acords per dur a terme el seu disseny i construcció. Això va donar lloc a la formació d'una empresa conjunta del consorci TP Ferro, una empresa conjunta de la firma francesa d'enginyeria civil Eiffage i l'empresa espanyola Dragados, que va dur a terme el disseny, la construcció i l'operació del Túnel del Pertús sota una concessió de cinquanta anys atorgada el desembre de 2003.
El Túnel del Pertús, que consta de dues galeries paral·leles amb una longitud de 8,3 km, es considerava la tasca més desafiadora del projecte. Dels diferents ponts, túnels i obres d'enginyeria civil necessàries per produir la connexió, el túnel era tant el més gran com el que comportava el cost més gran en molts sentits. En els anys anteriors al llançament del projecte, es van realitzar extensos esforços de topografia per donar suport al futur de construcció. El 17 de febrer de 2004, es va acordar el contracte final entre TP Ferro, França i Espanya. El 19 de juliol de 2005, es va iniciar oficialment la construcció del túnel en una cerimònia a la qual van assistir dignataris francesos i espanyols.
TP Ferro va determinar que l'ús de 2 màquines tuneladores utilitzades a l'hora seria compatible amb les característiques geològiques presents, ja que el tram a excavar estava compost principalment de granit dur, granodiorita, gneis, esquist, milorita i diorita, materials que asseguraven poder tunelar sense perill. El treball d'excavació inicial va implicar la preparació del portal sud del túnel, que incloïa la construcció d'una plataforma així com el reforç de l'obertura, després del qual ambdues tuneladores van començar a excavar des del costat espanyol. A mesura que les TBMs progressaven, instal·laven un revestiment de formigó prefabricat, format per sis segments més una clau per anell. L'escullera es va treure mitjançant un sistema de transportador que anava des dels portals del túnel fins al sistema de ports. El formigó es produïa en una planta de fora dels portals sud del túnel i es transportava mitjançant una flota especialitzada de deu camions-mixer. Hi ha un total de quatre galeries d'equipament al llarg del túnel. La secció transversal utilitzable de cada galeria és de 50 m².
El Túnel del Pertús es va construir complint amb estàndards de seguretat relativament rigorosos. Com a tal, disposa de diversos sistemes de seguretat, com ara una font d'alimentació de reserva, detectors de fum, aparells d'extinció d'incendis, canonades d'aigua a alta pressió, sistemes de clavegueram i ventilació, monitoratge actiu d'espais lliures i objectes caiguts, així com nombroses connexions entre les dues galeries a intervals regulars de 350 m. Les disposicions d'emergència a prop de les entrades del túnel inclouen punts d'accés designats i una àrea d'aterratge d'helicòpters construïda amb aquest propòsit.
L'1 d'octubre de 2007 es va anunciar que la primera tuneladora havia aconseguit finalitzar l'excavació, això es va assolir mesos més tard del previst a causa d'una avaria.
Després de menys de quatre anys de treball de construcció, es va declarar que el Túnel del Pertús s'havia completat el 17 de febrer de 2009.

## Operacions

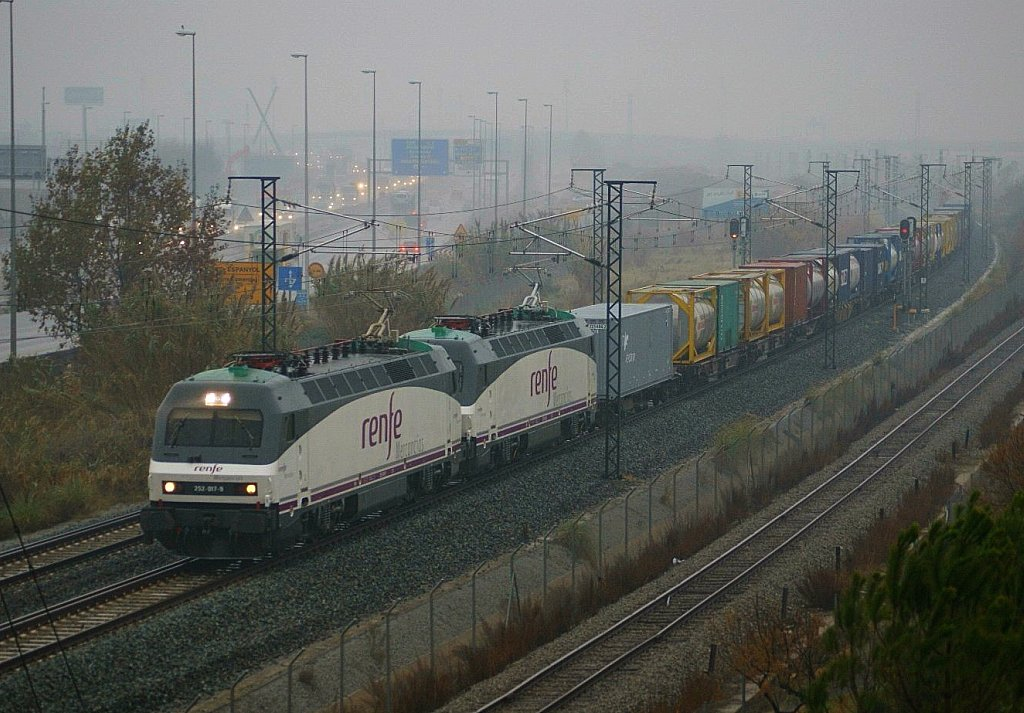
El Barcelyon Express

El 19 de desembre de 2010, es va obrir el trànsit al Túnel del Pertús.La nova ruta inaugurada va ser utilitzada immediatament pel 'Barcelyon Express', un servei de transport combinat francoespanyol operat per Naviland Cargo (grup SNCF Geodis) i Renfe Operadora. L'operador conjunt de serveis de passatgers d'alta velocitat francoespanyol, Elipsos, també va començar a utilitzar el túnel. En el moment de la seva inauguració, la línia de ferrocarril d'ample estàndard d'alta velocitat acabava a l'estació de Figueres-Vilafant; s'havia construït una línia de vies d'ample ibèric des de la línia convencional Barcelona-Figueres per servir aquesta estació.
Com a compensació pel retard en la inauguració del túnel, la concessió atorgada a TP Ferro es va prorrogar tres anys.
Durant el novembre de 2009 es van iniciar els estudis formals de disseny per a una línia d'alta velocitat entre Perpinyà i Montpeller de Réseau Ferré de France. El Túnel del Pertús completat forma part dels 444 km del ferrocarril d'alta velocitat Perpignan-Figueres. La línia d'alta velocitat entre Barcelona i Figueres es va obrir al trànsit el 8 de gener de 2013; no obstant això, abans de desembre d'aquell any, els passatgers havien de canviar de tren a l'estació de Figueres Vilafant, d'un TGV francès a un AVE espanyol, ja que cap dels trens estava aprovat per circular a la xarxa de l'altre país. Finalment, els trens directes es van posar en marxa el 15 de desembre de 2013. A conseqüència d'aquests desenvolupaments addicionals, la nova ruta d'alta velocitat permetia al servei d'alta velocitat TGV viatjar entre Barcelona i Perpinyà en només 50 minuts, un terç del temps de viatge de la línia històrica.

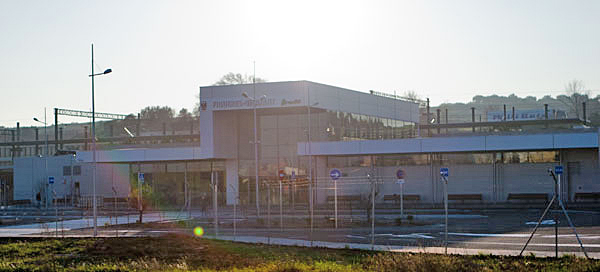
Estació de tren de Figueres-Vilafant, connectada al Túnel del Pertús

A finals del 2016, TP Ferro, el consorci que opera el Túnel del Pertús, va entrar en liquidació. En conseqüència, tot el personal i les activitats que abans realitzava TP Ferro van ser assumits per una nova empresa formada conjuntament per Administrador de Infraestructuras Ferroviarias (ADIF) i SNCF Réseau; les operacions del túnel han continuat sense interrupcions.